# Johann Friedrich Ferdinand Delbrück

Johann Friedrich Ferdinand Delbrück. Steindruck von einer Daguerreotypie vom 25. März 1844

Johann Friedrich Ferdinand Delbrück (* 12. April 1772 in Magdeburg; † 25. Januar 1848 in  Bonn) war ein Philosoph und Rhetoriker.

## Leben
Delbrück war der dritte Sohn des Magdeburger Advokaten und Ratsmanns Friedrich Heinrich Delbrück (1736–1783). Er besuchte die Domschule in Magdeburg, die unter der Leitung von Gottfried Benedict Funk stand. Ab Ostern 1790 studierte er Philologie und Philosophie an der Universität Halle. Seine Lehrer während seines vierjährigen Studiums waren u. a. Friedrich August Wolf, Johann August Eberhard und Ludwig Heinrich von Jakob.
Danach wurde er auf Empfehlung von Funk Erzieher zweier Söhne des Grafen Stolberg in Eutin. Er geriet in einen nicht auszugleichenden Gegensatz zum Grafen in religiöser und politischer Beziehung, sodass er zu einem Kaufmann nach Hamburg wechselte und dort die Hauslehrerstelle übernahm. Hier lernte er Friedrich Gottlieb Klopstock, den Dichter der „Messiade“, kennen.
1795 ging er zurück in sein Elternhaus nach Magdeburg und begann seine Dissertation zu schreiben. Am 22. Juli 1797 wurde er an der Universität Halle promoviert.
Ab Ostern 1797 war er Mitglied des „Lehrerseminarium für gelehrte Schulen“ und im Herbst dieses Jahres wurde er „außerordentlicher Kollaborator“ am Gymnasium zum Grauen Kloster. Er unterrichtete Propädeutik, lateinische und französische Sprache, Religion und Übungen der deutschen Sprache, seit 1802 als „Professor“. In Berlin freundete er sich mit Philipp Buttmann, Johannes von Müller und mit Friedrich Schleiermacher an.
Im Jahr 1800 wurde sein Bruder Friedrich Delbrück vom preußischen König Friedrich Wilhelm III. zum Erzieher des Kronprinzen Friedrich Wilhelm IV. ernannt, wodurch auch Ferdinand Delbrück vom Hof beachtet wurde. Der Konflikt zwischen Preußen und Frankreich zwang den preußischen Hof nach Königsberg auszuweichen. Delbrück wurde im September 1809 zum Regierungsrat bei der geistlichen und Schuldeputation der ostpreußischen Regierung in Königsberg ernannt.
Außerdem wurde er am 23. Oktober 1809 zum außerordentlichen Professor in der philosophischen Fakultät der Universität Königsberg ernannt. Er hielt Vorlesungen über ästhetische, philologische und literarhistorische Fragen. Die Tätigkeit in der Schuldeputation umfasste das gesamte Schulwesen der Provinz und ab 1811 erwählte ihn der Kurator der Universität, Landhofmeister Hans Jakob von Auerswald, zum vortragenden Rat für die Universitätsangelegenheiten. In dieser Zeit hielt er Vorträge über die deutsche Sprache für den Kronprinzen und Prinzessin Charlotte. Seine öffentlichen Vorträge galten der Ästhetik, die den Dichter Max von Schenkendorf zu einem Gedicht anregten. In Königsberg stand er in Beziehung zu Karl Dietrich Hüllmann, Johann Friedrich Herbart und Johann Georg Scheffner. 1816 wurde er Schulrat in Düsseldorf.
Am 26. September 1818 wurde er als ordentlicher Professor an der Universität Bonn für Rhetorik, schöne Literatur und Philologie bestellt. Daneben führte er (1819–1827) das Kommissariat über das Bonner Gymnasium und (1821–1824) die Vorstandschaft der wissenschaftlichen Prüfungs-Kommission. Delbrück verfasste zahlreiche Schriften während seiner Bonner Zeit. Goethe, den er auch persönlich kennenlernte, schätzte seine Bemerkungen zur Dichtkunst. Eine seiner letzten Arbeiten war eine Würdigung Hüllmans.

## Ehrungen
- Korrespondierendes Mitglied der Königlich-Preußischen Akademie der Wissenschaften seit dem 25. Juni 1812
- am 21. Juli 1847 Ehrendoktor der „Gottesgelahrtheit“
- 1847 Träger des „Rothen Adlerordens“ 2. Klasse mit Eichlaub

## Bekannte Hörer
Im Wintersemester 1835/36 besuchten seine öffentliche Vorlesung „Aesthetik, d. i. Lehre vom Wesen des Schoenen mit Anwendung auf die darstellenden Kuenste, Insonderheit auf die Dichtkunst, deren verschiedene Arten und vorzuegliche Werke“ die Studenten Emanuel Geibel, Karl Grün und Karl Marx.

## Werke
- Ueber die Humanität. Keil, Leipzig 1796. (Digitalisat)
- Beyspiele einer analytischen Methode beym Grammatischen Unterrichte im Griechischen. Keil, Leipzig 1796
- Homeri religionis quae ad bene beateque vivendum heroicis temporibus fuerit vis. Keil, Magdeburg 1797 Digitalisat
- Das Schöne, eine Untersuchung. Sander, Berlin 1800 Digitalisat
- Lyrische Gedichte mit erklärenden Anmerkungen; nebst einer Untersuchung über das Schöne und einer Abhandlung über die Grundsätze der Erklärung und des Vortrags lyrischer Gedichte. 1. Bd. Oden von Klopstock. Sander, Berlin 1800
- Ein Gastmahl. Reden und Gespräche über die Dichtkunst. Realschulbuchhandlung, Berlin 1809. (Digitalisat)
- Niemals verzweifeln, erfordert und giebt Seelenstärke. Berlin 1809
- Gedächnisrede auf den Paul Sarpi, gehalten am vorigen Wohlthäterfeste . Dieterici, Berlin 1810.
- Ansichten der Gemüthswelt. W. Heinrichshofen, Magdeburg 1811
- Reden veranlaßt durch die Ereignisse der Zeit. Vorgelesen in der königlichen deutschen Gesellschaft zu Königsberg in Preußen. Nicolovius, Königsberg 1813. (Digitalisat)
- Erläuterungen der königlichen Verordnungen über den Landsturm. Königsberg 1813Flugschrift
- Predigten mit Hinsicht auf den kirchlichen Zeitgeist und die Geschichte des Vaterlandes, gehalten in den Jahren 1814 bis 1816. Berlin 1816
- Sokrates. Betrachtungen und Untersuchungen. Bachem, Köln 1816. (Digitalisat)
- Ueber das Jubelfest der Reformation. Zur Feier der dritten Wiederkehr desselben. Eine Einladung an die evangelische Kirche. Köln 1817
- Ueber die Verbindung des wissenschaftlichen Geistes mit dem der Frömmigkeit bei Unterweisung der Jugend. Eine Rede, gehalten auf Veranlassung einer Schulfeyerlichkeit im Königl. Gymnasium zu Düsseldorf, 30. December 1817. Schreiner, Düsseldorf 1818
- Ueber die Mühseligkeiten eines den Wissenschaften geweihten Lebens. Eine Schulrede. Düsseldorf 1818
- Platon. Eine Rede, gehalten zu Bonn den 22. April 1819 bei Eröffnung seiner Vorträge über Platon´s Lehre von den göttlichen und menschlichen Dingen. Adolph Marcus, Bonn 1819 Digitalisat; Digitalisat
- Christenthum, Betrachtungen und Untersuchungen. 1. und 2. Buch. 3 Theile. Adolph Marcus, Bonn 1822–1827 Dritter Theil Digitalisat
- Philipp Melanchton, der Glaubenslehrer. Eine Streitschrift. 3 Theile. Adolph Marcus, Bonn 1826–1827. (Digitalisat)
- Lehrsätze, Rathschläge und Fragen über Erziehung und Unterweisung der Jugend zum Gebrauche bey seinen akademischen Vorträgen über Pädagogik. Adolph Marcus, Bonn 1823 Digitalisat
- Magdeburg. Eine Rede. Adolph Marcus, Bonn 1823
- Ueber die Mittel, den staatsverderblichen Richtungen der Zeit bei der Schuljugend entgegen zu wirken. Adolph Marcus, Bonn 1825
- Vertheidigung Platon´s. Adolph Marcus, Bonn 1828
- Xenophon. Zur Rettung seiner durch B. G. Niebuhr gefährdeten Ehre. Adolph Marcus, Bonn 1829. (Digitalisat)
- Reden von Ferdinand Delbrück. Nach der Zeitfolge gesammelt. Bd. 1. Aus den Jahren 1807—1813 acht bisher schon gedruckte Reden, überarbeitet und mit Anmerkungen versehen. Adolph Marcus, Bonn 1831 (Digitalisat Band 1), (Band 2)
- Philosophie. Eine Rede, gehalten in Bonn den siebzehnten Mai 1832 bey Eröffnung akademischer Vorträge philosophischen Inhalts; von dem Verfasser dem Drucke übergeben zur gelegentlichen Mittheilung an Gewogene und Ungewogene. Bonn 1832. (Digitalisat)
- Gelehrsamkeit und Weisheit. Zwei Reden. Gehalten in Bonn im Jahre 1833, die eine am 4. Mai zur Eröffnung akademischer Vorträge philosophischen Inhalts, die andere am 31. August zu Schlusse desselben. Adolph Marcus, Bonn 1833
- Grundriss einer Anweisung zur gehörigen Einrichtung des akademischen Lebens und Studiums. Bonn 1835
- Frohe Aussichten, unter welche die Rheinische Friedrich-Wilhelms-Universität ihr 34stes Halbjahr beginnt. Eine akademische Rede. Weber, Bonn 1835
- Der akademische Zweikampf. Eine Rede. Adolph Marcus, Bonn 1836
- Der verewigte Schleiermacher : ein Beytrag zu gerechter Würdigung desselben seinen Verehrern geziemend dargeboten . In Kommission bei Adolph Marcus, Bonn 1837 Digitalisat
- Noch ein Wort über gemischte Ehen in Bezug auf die Cölner Frage. Von einem Protestanten. Anton, Halle 1838
- De Conviviis Platonis et Xenophontis, Ind. lertt. Bonnae 1839
- Ergebnisse akademischer Forschungen. 2 Bände. Adolph Marcus, Bonn 1843
- Der Eintritt der Rheinischen Friedrich-Wilhelm's-Universität zu Bonn in ihr zweytes Vierteljahrhundert. Eine Rede zur Akademischen Feyer desselben am 18. October 1843 gehalten im Auftrag des Rectors und Senats von Dr. Ferdinand Delbrück, Ordentlichem Professor der schönen Litteratur und Philosophie . Georgi, Bonn 1843
- Das Volkslied. Was ist des Deutschen Vaterland? Adolph Marcus, Bonn 1846, (Digitalisat)
- Ergebnisse akademischer Forschungen. 2 Bände. Hrsg. Alfred Nicolovius. Adolph Marcus, Bonn 1843–1848 (Digitalisat 1. Sammlung), (2. Sammlung)